# Aminoácido aromático

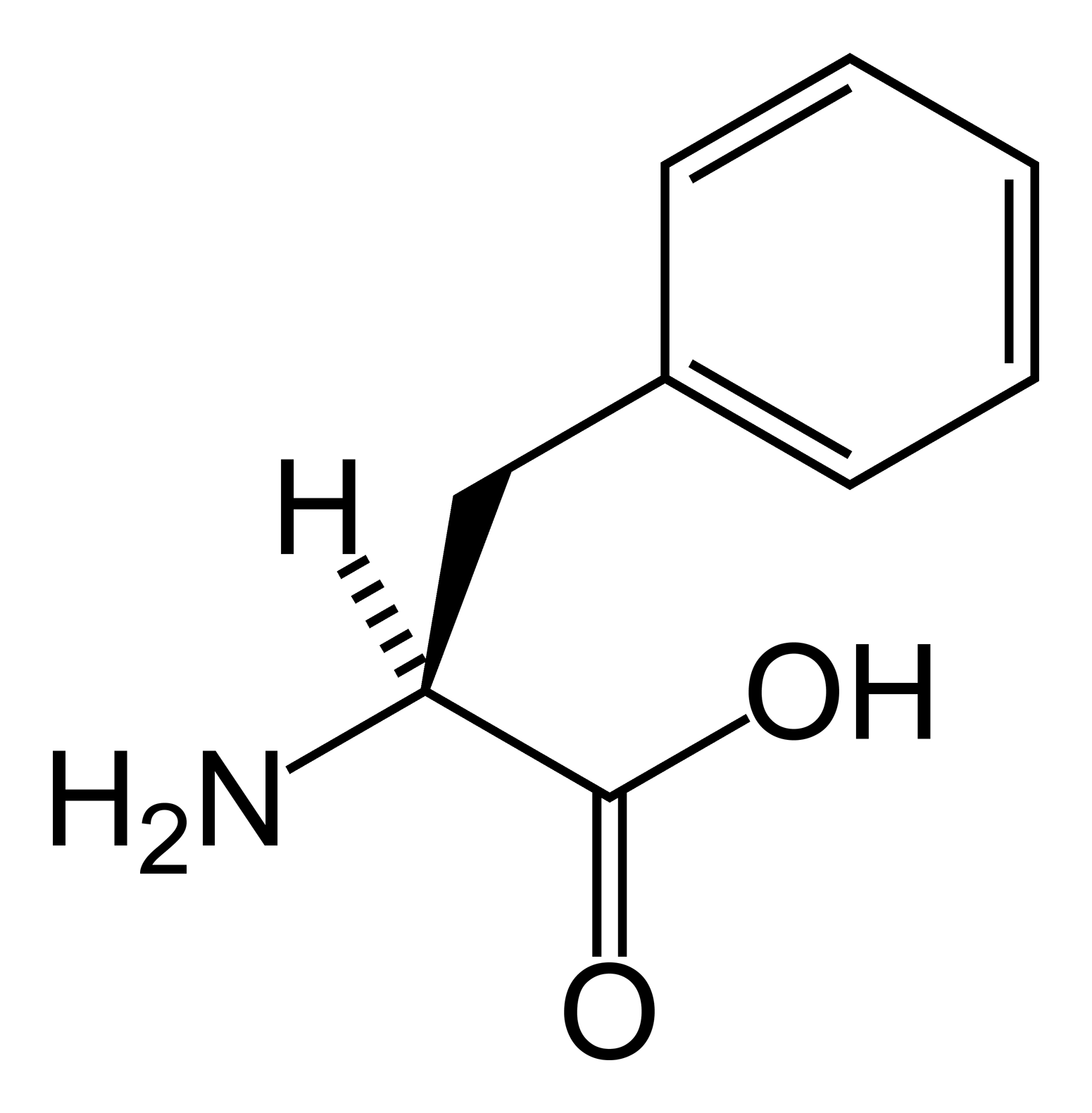
Fenilalanina

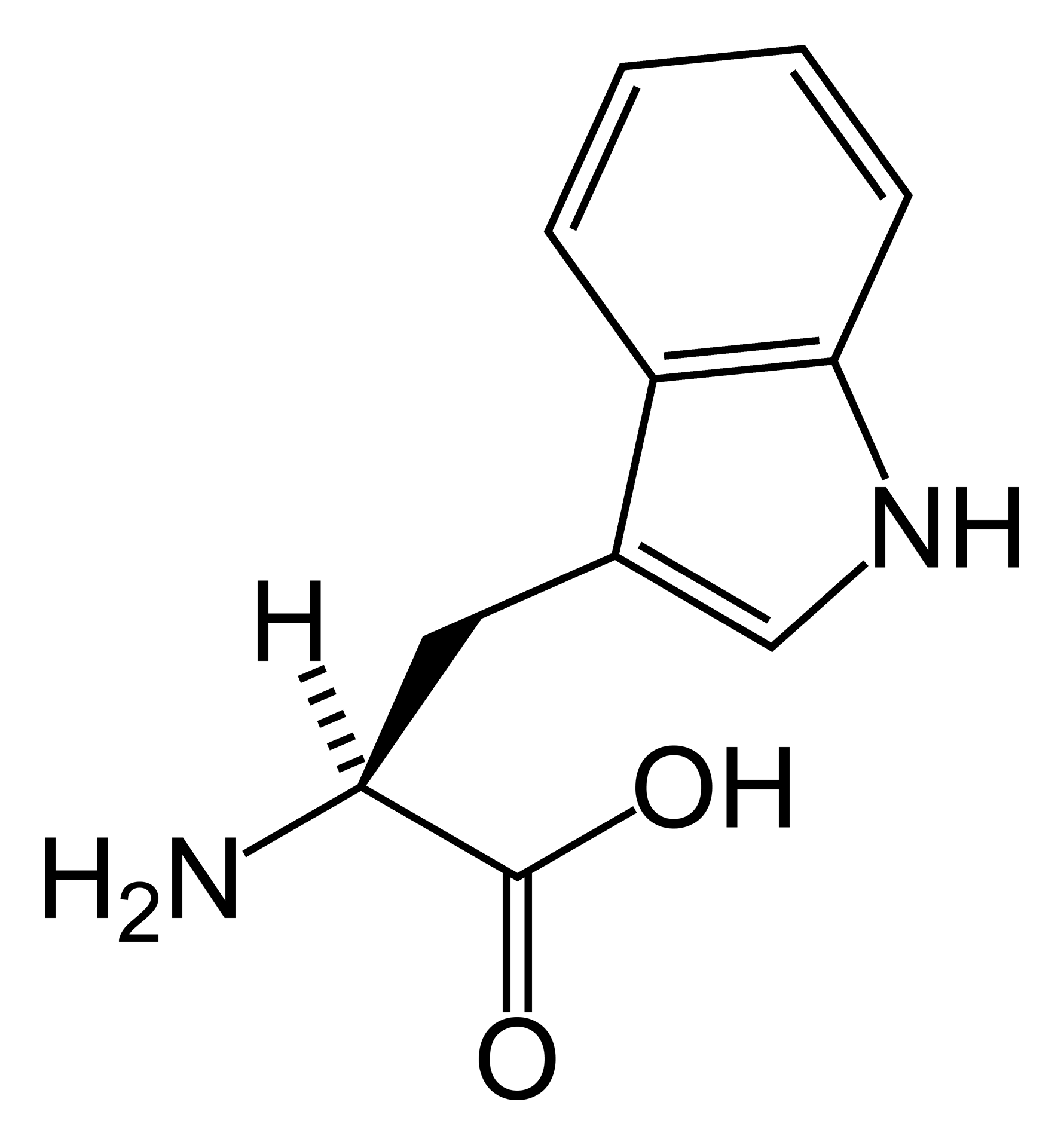
Triptofano

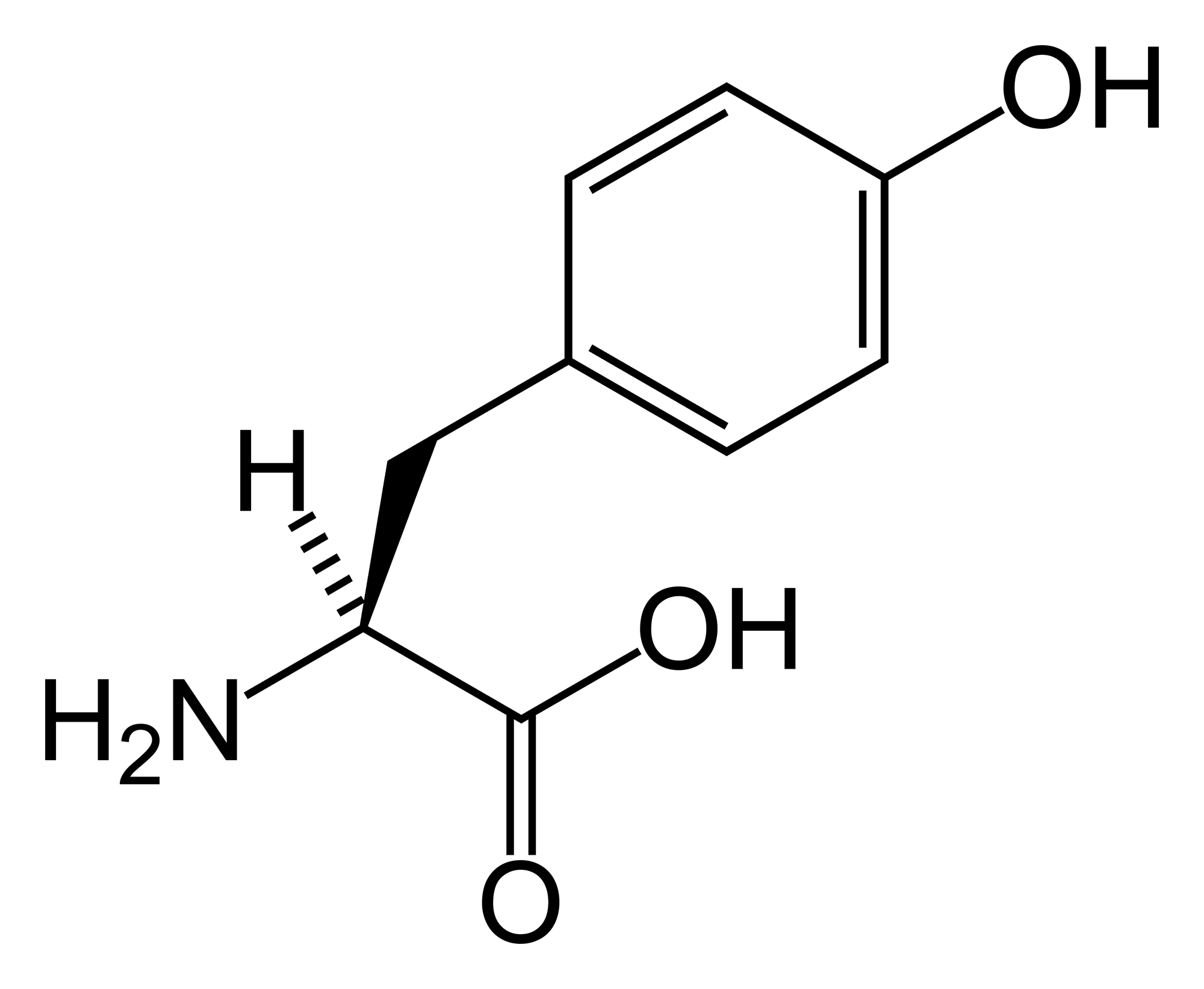
Tirosina

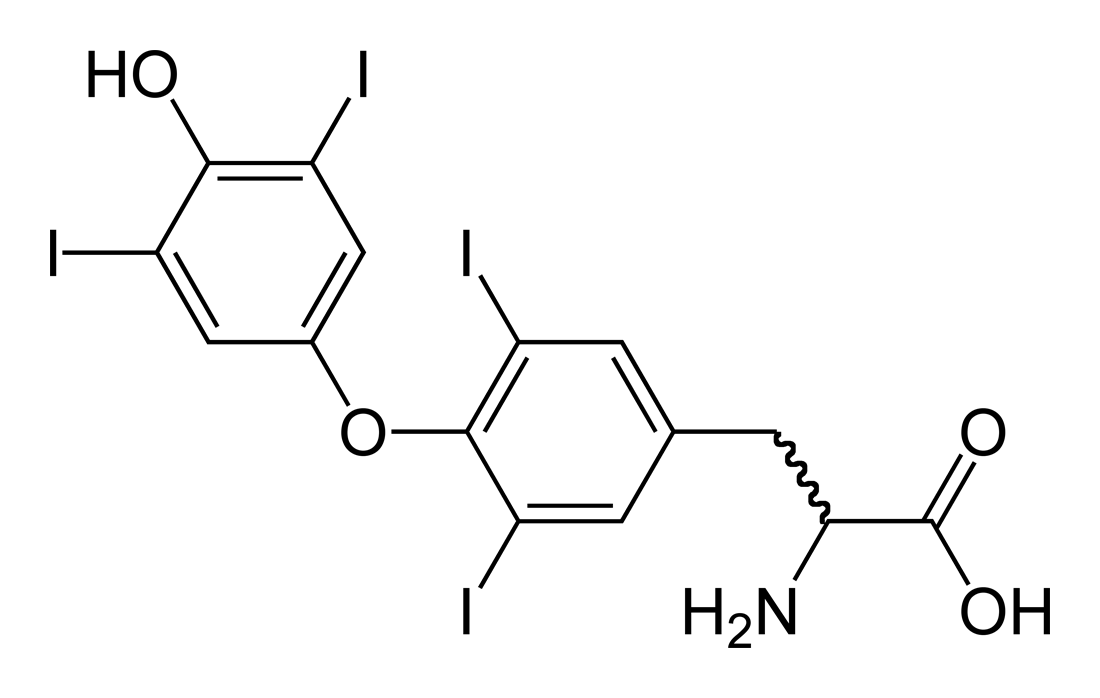
Tiroxina

Um aminoácido aromático (abreviado na literatura AAA, do inglês aromatic amino acid) é um aminoácido que inclui um anel aromático em sua estrutura molecular.
Entre os exemplos incluem: Fenilalanina, Triptofano, Tirosina e Histidina, sendo alguns dos 20 aminoácidos padrões; e outros como Tiroxina, 5-Hidroxitriptofano e L-DOPA.

## Propriedades e função

### Propriedades ópticas
Aminoácidos aromáticos, com exceção da histidina, absorvem luz ultravioleta acima e além de 250 nm e fluorescem nessas condições. Essa característica é utilizada em análises quantitativas, principalmente na determinação das concentrações desses aminoácidos em solução. A maioria das proteínas absorve a 280 nm devido à presença de tirosina e triptofano. Dos aminoácidos aromáticos, o triptofano apresenta o maior coeficiente de extinção; seu máximo de absorção ocorre a 280 nm. O máximo de absorção da tirosina ocorre a 274 nm.

### Aminoácidos aromáticos como precursores
Aminoácidos aromáticos frequentemente servem como precursores de importantes compostos bioquímicos.[carece de fontes?]
1. A histidina é o precursor da histamina.[carece de fontes?]
2. O triptofano é o precursor do 5-hidroxitriptofano e, em seguida, da serotonina, triptamina, auxina, quinurenina e melatonina.[5]
3. A tirosina é o precursor da L-DOPA, dopamina, norepinefrina (noradrenalina), epinefrina (adrenalina) e do hormônio tireoidiano tiroxina. Também é precursora da octopamina e da melanina em diversos organismos.[5]
4. A fenilalanina é o precursor da tirosina.[carece de fontes?]

## Biossíntese

### Via do xikimato
Nas plantas, a via do xikimato leva primeiro à formação do corismato, que é o precursor da fenilalanina, tirosina e triptofano. Esses aminoácidos aromáticos são os precursores de muitos metabólitos secundários, todos essenciais para as funções biológicas de uma planta, como os hormônios salicilato e auxina. Essa via contém enzimas que podem ser reguladas por inibidores, que podem cessar a produção de corismato e, em última análise, as funções biológicas do organismo. Herbicidas e antibióticos atuam inibindo essas enzimas envolvidas na biossíntese de aminoácidos aromáticos, tornando-os tóxicos para as plantas. O glifosato, um tipo de herbicida, é usado para controlar o acúmulo de excesso de vegetais. Além de destruir os vegetais, o glifosato pode facilmente afetar a manutenção da microbiota intestinal em organismos hospedeiros, inibindo especificamente a 5-enolpiruvilshiquimato-3-fosfato sintase, que impede a biossíntese de aminoácidos aromáticos essenciais. A inibição dessa enzima resulta em distúrbios como doenças gastrointestinais e metabólicas.

### Requisitos nutricionais
Os animais obtêm aminoácidos aromáticos de sua dieta, mas quase todas as plantas e alguns microrganismos precisam sintetizar seus aminoácidos aromáticos por meio da via do xikimato, que é metabolicamente custosa. Histidina, fenilalanina e triptofano são aminoácidos essenciais para os animais. Como não são sintetizados no corpo humano, devem ser obtidos da dieta. A tirosina é semiessencial; portanto, pode ser sintetizada pelo animal, mas apenas a partir da fenilalanina. A fenilcetonúria, um distúrbio genético que ocorre como resultado da incapacidade de decompor a fenilalanina, é causada pela deficiência da enzima fenilalanina hidroxilase. A deficiência de triptofano na dieta pode causar atraso no desenvolvimento esquelético.